# Streamlabs
Streamlabs é um serviço de software de live streaming fundado em 2014. A empresa possui escritórios em São Francisco (onde foi fundada) e Vancouver e foi comprada pela Logitech por 89 milhões de dólares em 26 de setembro de 2019. O serviço integra ferramentas como o Open Broadcaster Software, uma maneira de gerenciar o chat, recursos visuais na tela para interações com os telespectadores e um método para o streamer coletar doações. A Streamlabs distribui o conteúdo de seus usuários por plataformas como Twitch, YouTube Live e Facebook Live.
Foi adquirido pela Logitech, no dia 26 de setembro de 2019, por US$ 89 milhões.
Em março de 2020 o Streamlabs OBS foi lançado para macOS.